# Brückenstraße (Düren)

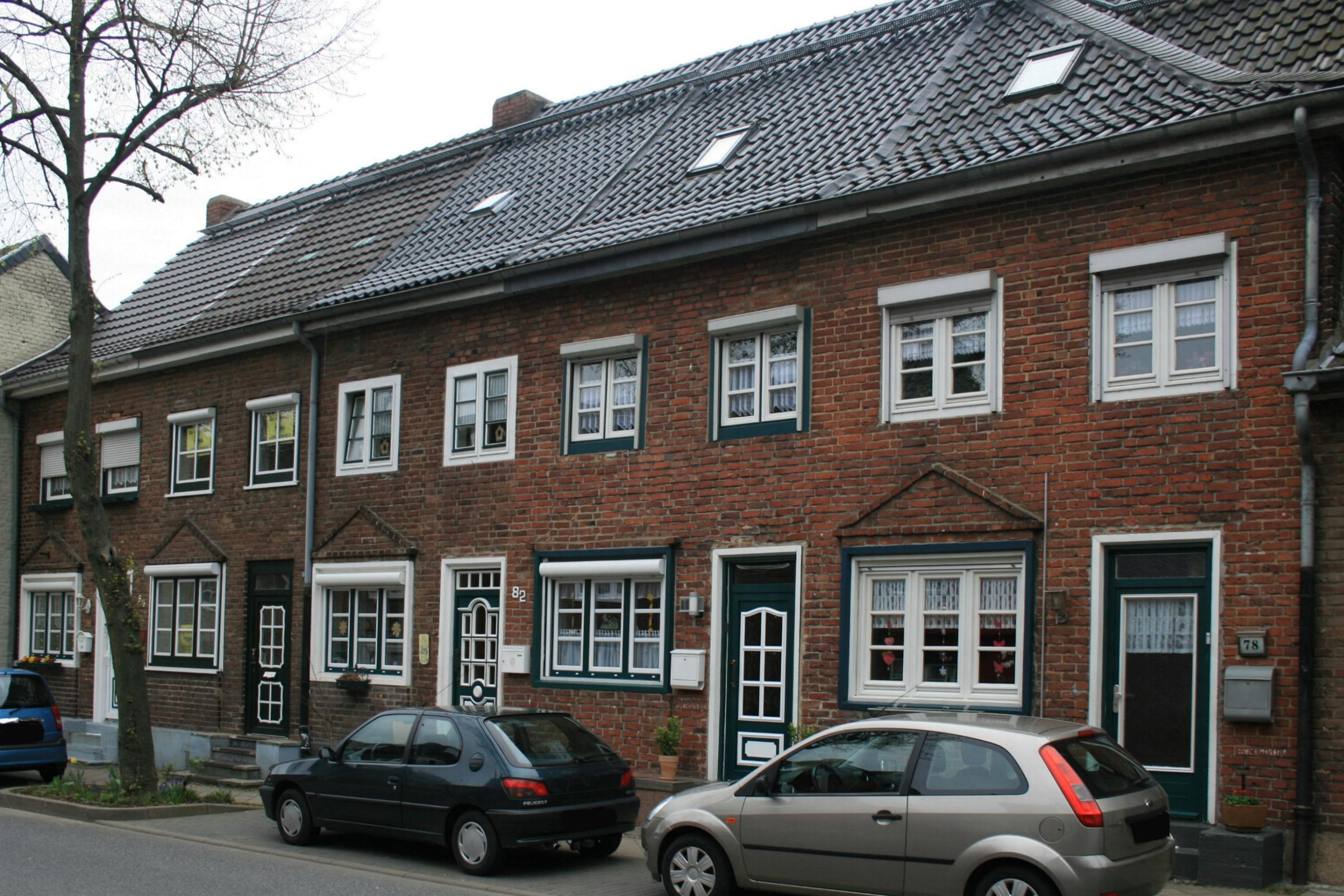
Denkmalgeschützte Häuser in der Brückenstraße

Die Brückenstraße in der Kreisstadt Düren (Nordrhein-Westfalen) ist eine Innerortsstraße im Siedlungsbereich Grüngürtel.

## Lage
Die Straße verläuft in gerader Linie von der Schoellerstraße nach Osten in Richtung Merzenich. Sie ist die nördliche Abgrenzung des Siedlungsbereichs Grüngürtel.

## Angrenzende Bauten
An der Straße Brückenstraße liegen viele denkmalgeschützte Gebäude, die Häuser Brückenstraße 76 bis 86.

## Geschichte
Am 1. September 1841 wurde die Bahnlinie Köln – Düren – Aachen eröffnet. Es wurde eine Eisenbahnbrücke nötig, die Arnoldsweilerbrücke. Der nordöstliche Teil des damaligen Ochsenweges wurde auf Antrag der Anwohner am 27. April 1894 in Brückenstraße umbenannt.